# صخرة سولوفيتسكي
صخرة سولوفيتسكي (بالروسية: Соловецкий камень) هو نصب يقع في ساحة لوبيانكا في موسكو، على الجانب الآخر من مبنى لوبيانكا. شُيّد سنة 1990 لتكريم ضحايا القمع السياسي في الاتحاد السوفياتي.
يتكون النصب من حجر كبير من جزر سولوفيتسكي، موقع معسكر سجن سولوفكي، وهو جزء من نظام غولاغ السوفيتي.

## تاريخ

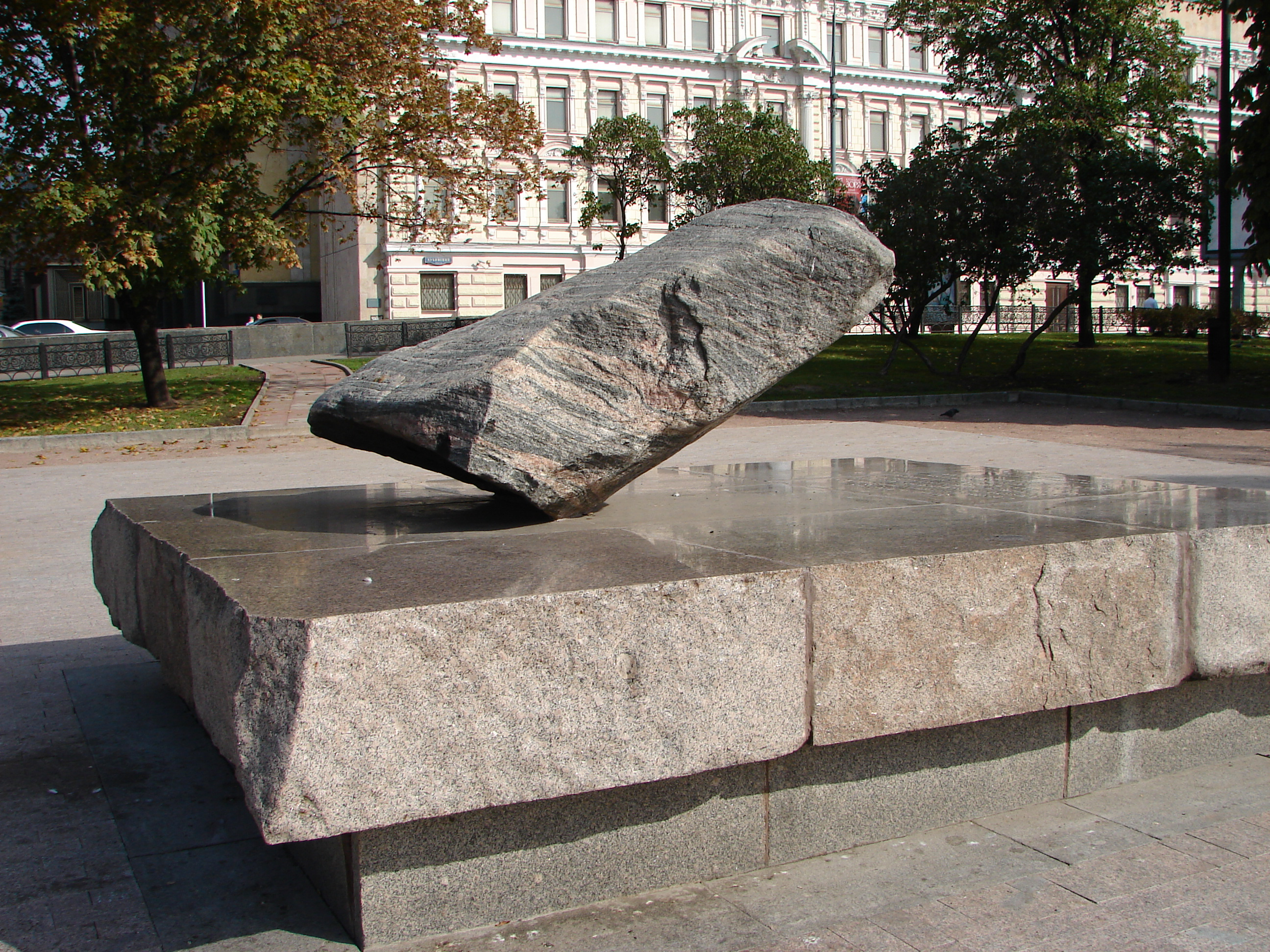
صخرة سولوفيتسكي في موسكو

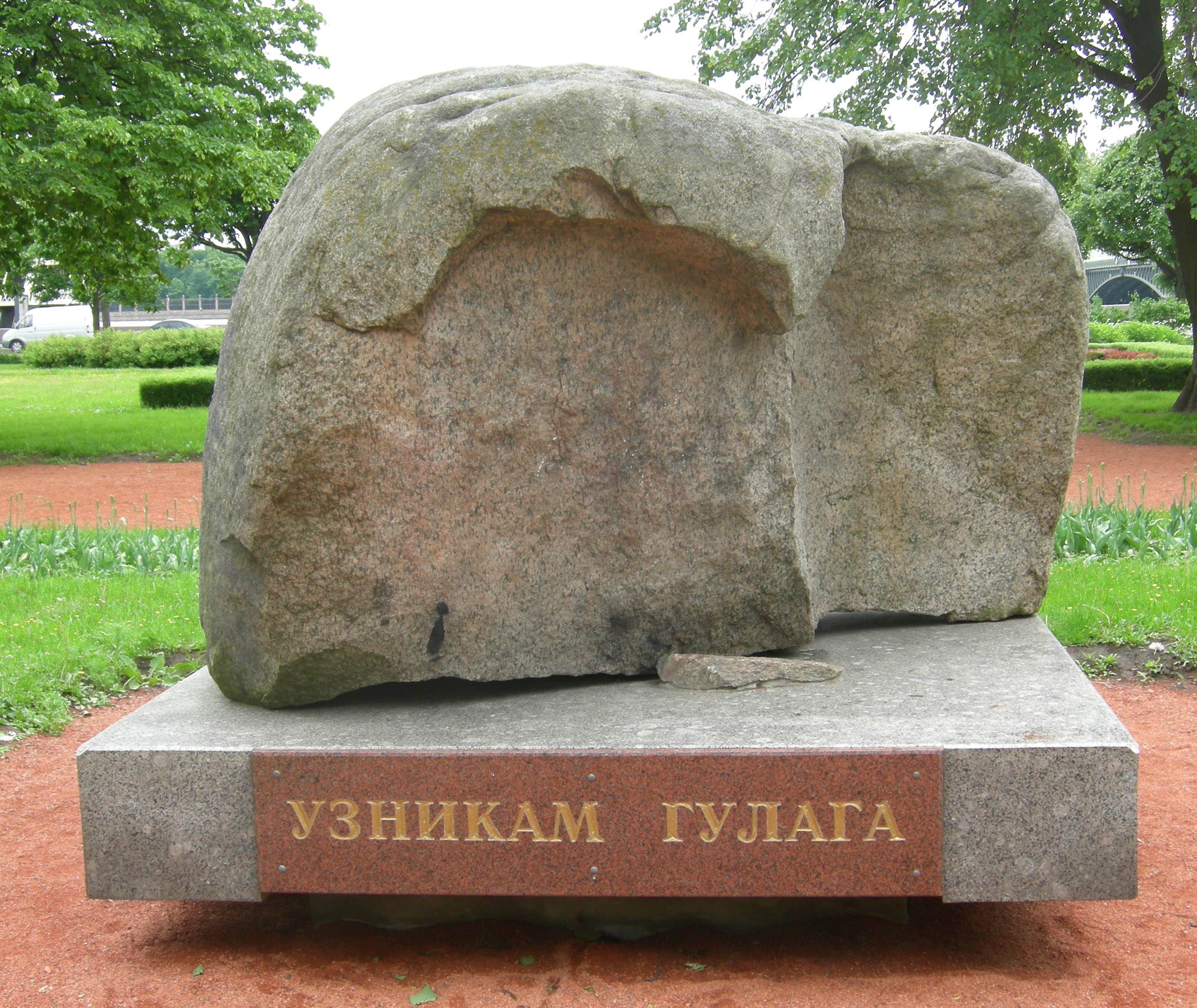
صخرة سولوفيتسكي في سانت بطرسبرغ

وفقا للمنظمة غير الحكومية «جمعية ميموريال الروسية»، أقيم النصب التذكاري في 30 أكتوبر 1990 لإحياء ذكرى مبادرة 1974 من قبل السجناء السياسيين لإنشاء «يوم السجناء السياسيين في الاتحاد السوفياتي».
في عام 1991، تم تأسيس السوفييت الأعلى في روسيا رسميًا 30 أكتوبر يوم إحياء ذكرى ضحايا القمع السياسي.
النصب التذكاري عبارة عن صخرة جرانيتية تزن عشرة أطنان على بعد 50 متراً من مكان الإعدام الجماعي لسجناء معسكر سجن سولوفكي.
وفقاً لموسوعة سولفكي أوكهالنيوف ومهندس النصب التذكاري، قام نائب مجلس الدوما «يولي رايباكوف» (Yuly Rybakov) بدفع جميع النفقات شخصياً بما في ذلك نقل الصخرة من جزر سولوفيتسكي في البحر الأبيض. لم تساعد إدارة مدينة سانت بطرسبورغ في تمويل النصب التذكاري على الرغم من تخصيص ميزانية كبيرة للاحتفال بالذكرى المئوية للمدينة.